# تل بيدر
تل بيدر (أي بيدر 1 المدينة الإكليلية العائدة إلى الألف الثالث قبل الميلاد) مدنية أثرية في محافظة الحسكة / سوريا، تبلغ مساحتها أكثر من 25 هكتارا، وتقع على بعد 35 كم من مدينة الحسكة، على الطريق بين مدينة الحسكة ومدينة الدرباسية. والموقع هو إلى الشمال من تل جميلو ومنه فتل بيدر يقع في الشمال من محافظة الحسكة بالقرب من قرية تل جميلو التي تقع إلى الجنوب الشرقي من قرية تل رجب التي تفصل بين قرية تل جميلو وتل بيدر.

## تصنيفات
- تل بيدر 1
- تل بيدر 2
- تل بيدر 3

مدينة تل بيدر كما صنفت إلى بيدر 1 - بيدر 2 - بيدر 3 وفق تسلسل هذا الموقع الهام، حيث يتوضع موقع المدينة بشكل مثالي عند تقاطع طريقين رئيسيين:
- طريق شرق- غرب الذي يقود من دجلة إلى الفرات
- طريق شمال - جنوب الذي يبدأ من ديار بكر إلى منطقة آلتينوفا. Altinova

## التنقيبات
تعكس طوبغرافية الموقع عن مدينة دائرية كبيرة القطر تحيط بها تحصينات دفاعية فيها سبعة أبواب، تعود بشكل واضح إلى الألف الثالث ق.م وكان قد أعيد إعمار الموقع جزئيا خلال العصر الهلنستي كما تشير المكتشفات.
يجب أن نضيف إلى أن هذا الموقع الدائري مدينة كانت قد أنشأت في العصر الميتاني (حوالي القران الرابع عشر قبل الميلاد) (إحدى الحضارات التي قامت في هذه المنطقة من سوريا، وقد هجر الموقع ثم أعيد بناؤه خلال العصر الآشوري الحديث (ويتعلق الأمر هنا بتل بيدر 2)
وقد كشف الدكتور انطوان سليمان على بعد نحو 1 كيلو متر إلى الجنوب من تل بيدر الذي يعود إلى الألف الثالث قبل الميلاد، عن موقع ثالث هو بيدر (3 ). وقد تم فتح سبر (سونداج) ووصل إلى سوية الأرض العدراء في العام 1996 م. ومن خلال هذا السبر، كشف عن سويات إعمار تعود إلى العصر الحجري النحاسي الحديث 1 و2، أي بين 4300 و3700 قبل الميلاد، ليتبين لنا عن أجزاء من مدينة ازدهرت من ضمن الحضارات السورية في منطقة الجزيرة.